# Skić
Skić (en serbe cyrillique : Скић) est un village du nord-est du Monténégro, dans la municipalité de Plav.

## Démographie

### Évolution historique de la population
| 1948 | 1953 | 1961 | 1971 | 1981 | 1991 | 2003 |
| ---- | ---- | ---- | ---- | ---- | ---- | ---- |
| 248  | 274  | 252  | 337  | 356  | 485  | 302  |